# 東武世界廣場

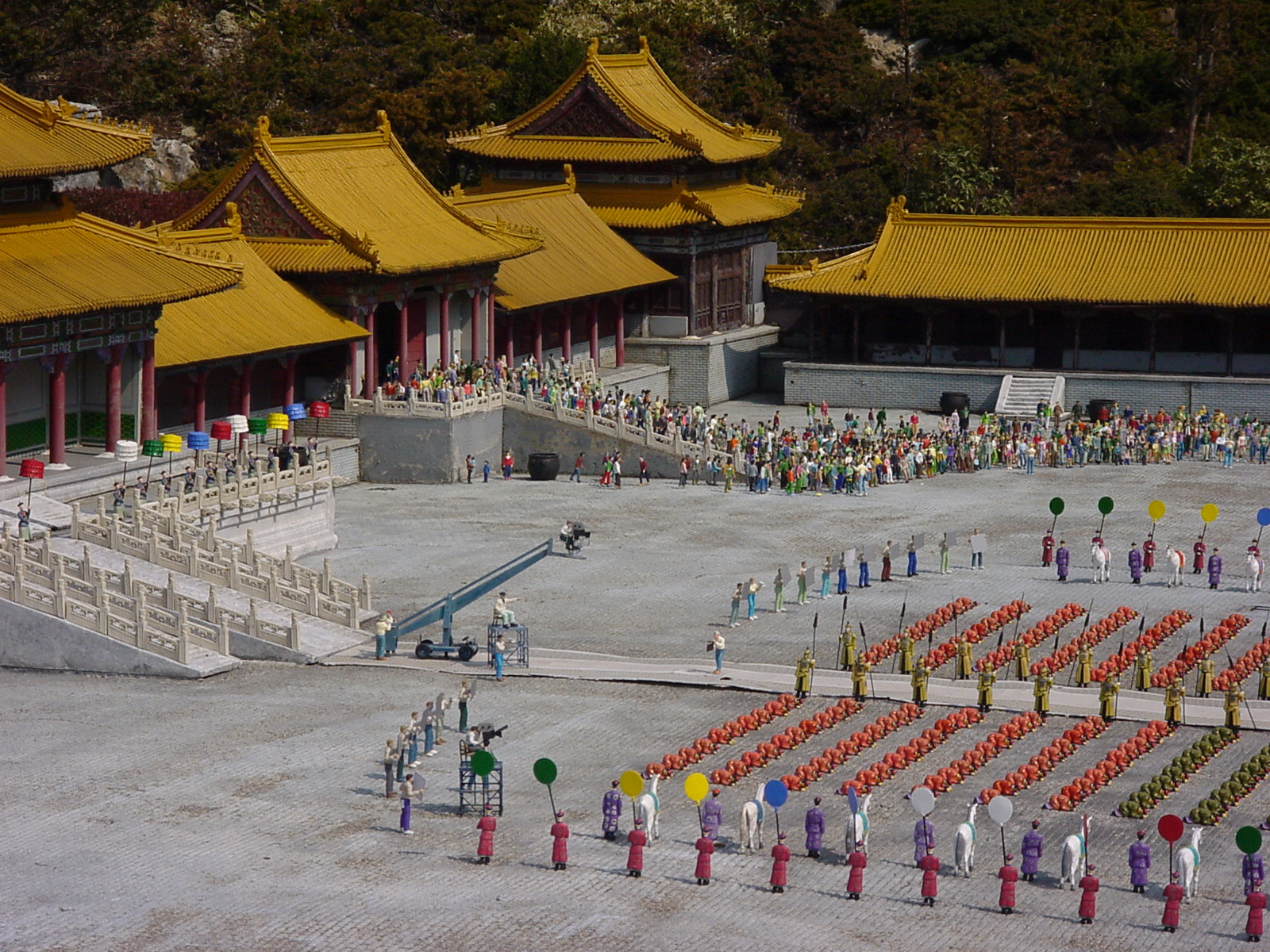
1：25比例仿造的故宮，於東武世界廣場。電影「末代皇帝」的再現拍攝現場。

東武世界廣場（日语：東武ワールドスクウェア），是位於日本栃木縣日光市的主題公園。世界各地名勝古迹的微縮（大多數按1：25比例仿造）景觀為特色的公園。於1993年4月24日正式開放。現時共設有102個微型景觀，當中46處為經聯合國教科文組織指定的世界文化遺產。

## 主要景點

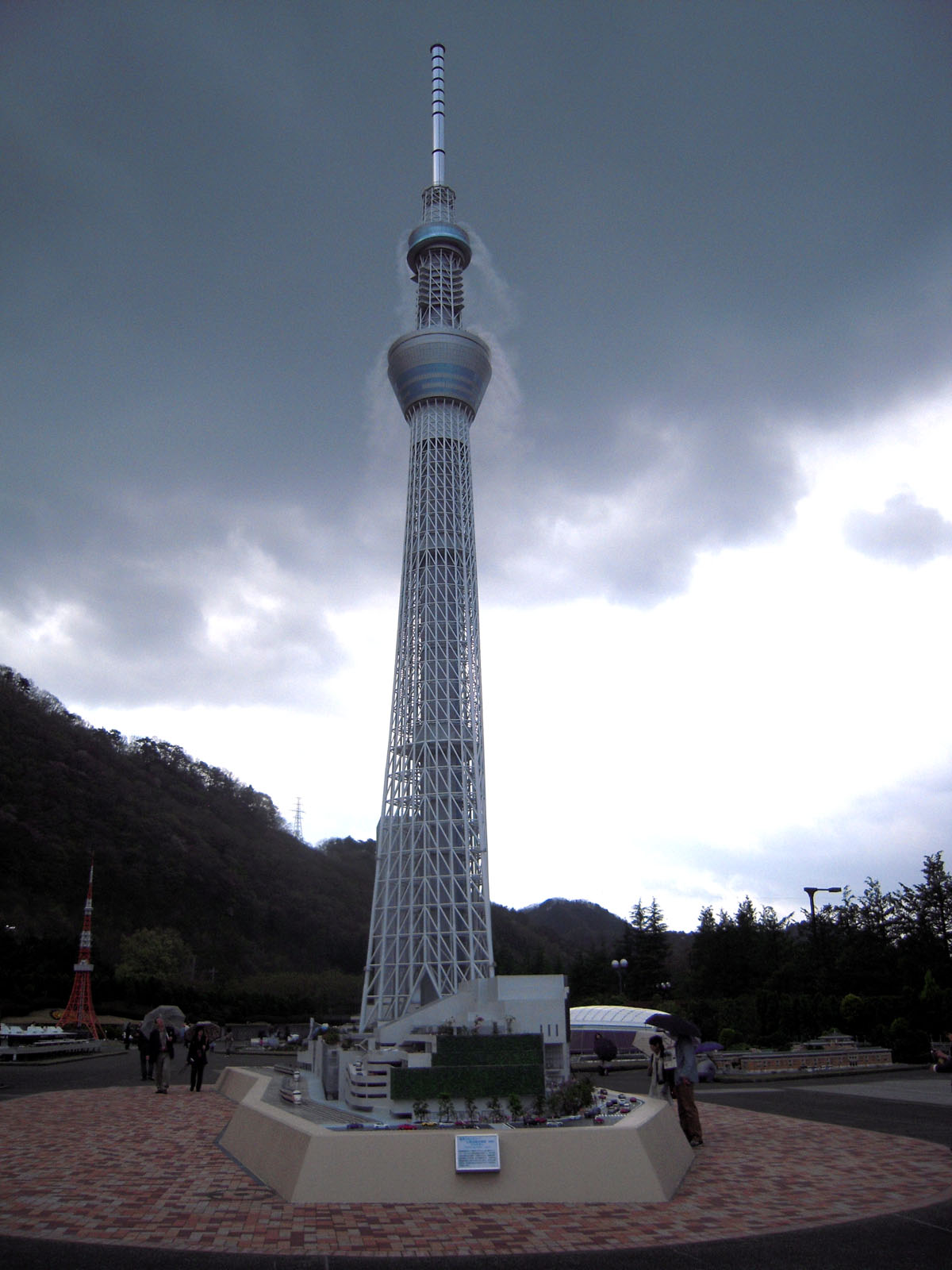
1：25比例仿造的東京天空樹（於2010年4月24日開放）

### 現代的日本
- 東京天空樹
- 國會議事堂
- 東京站
- 東京鐵塔
- 東京巨蛋
- 成田國際機場

### 美國
- 自由女神像
- 世界貿易中心（在2001年9月11日發生的九一一襲擊事件中倒塌）
- 帝国大厦
- 白宮

### 埃及

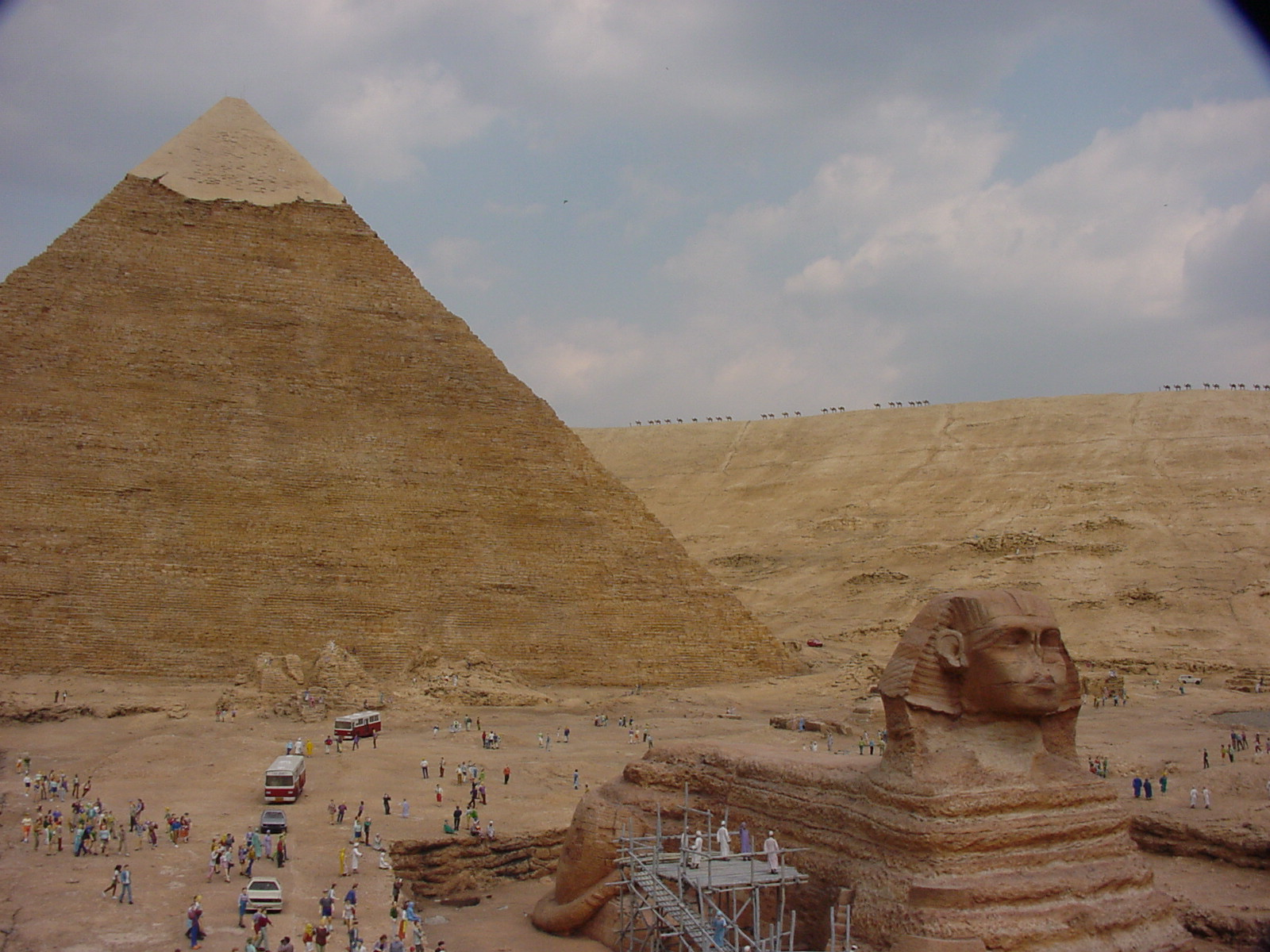
吉薩金字塔和獅身人面像

- 吉薩金字塔群
- 獅身人面像
- 阿布辛拜勒神廟

### 歐洲

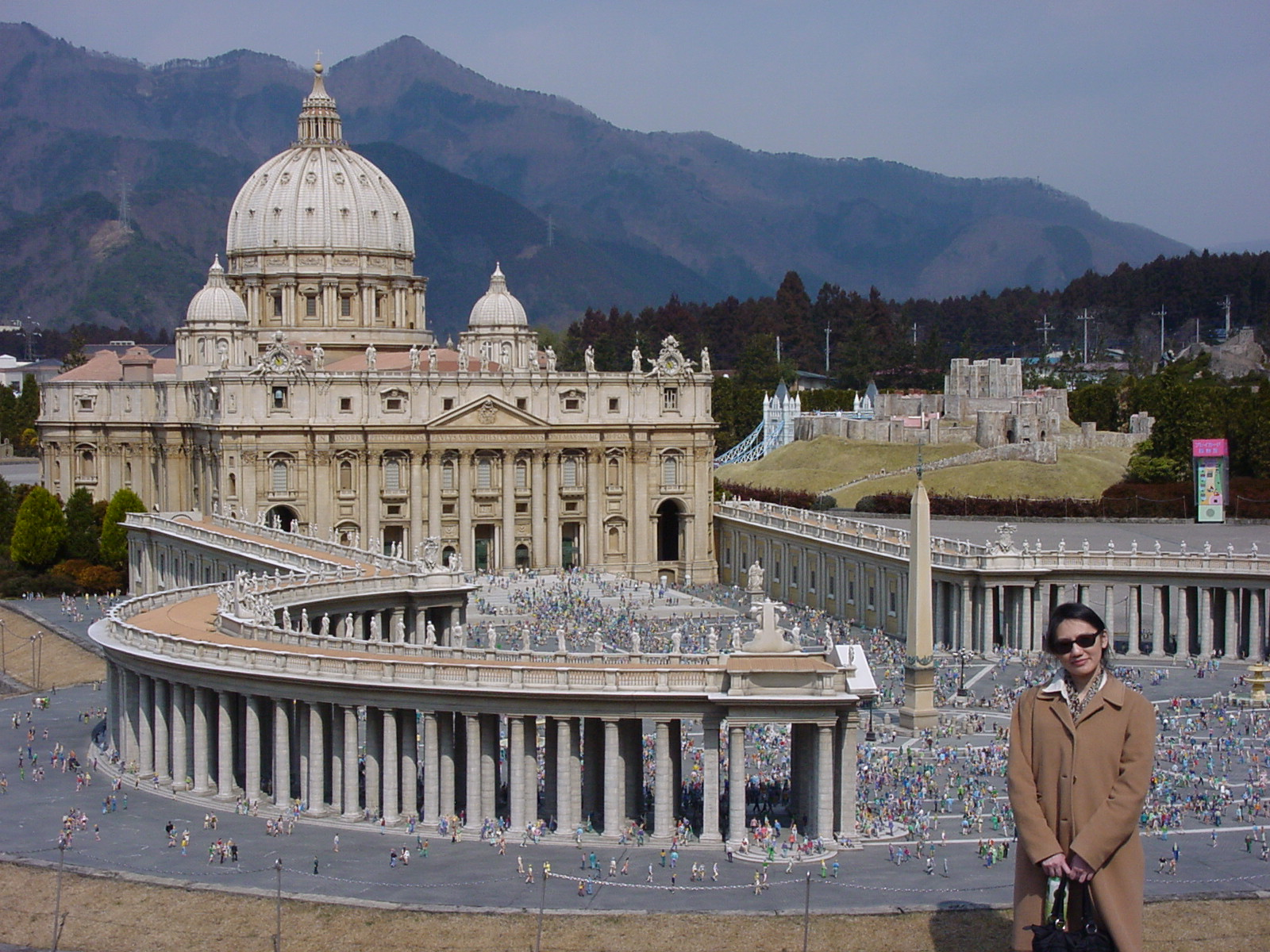
聖伯多祿大殿

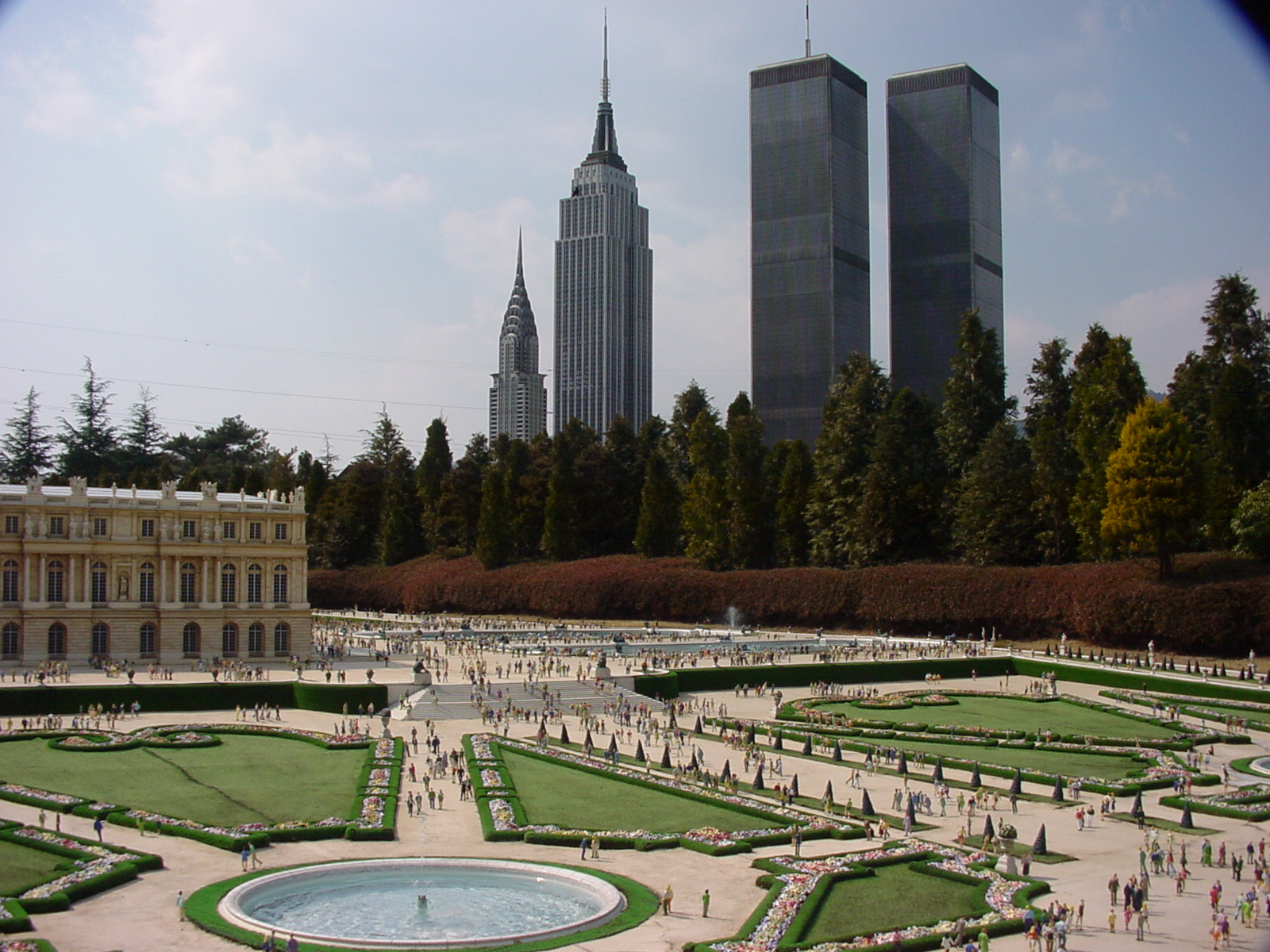
凡爾賽宮俯瞰已经倒塌的世界貿易中心

- 希臘
  - 帕德嫩神廟
- 意大利
  - 羅馬競技場
  - 比薩斜塔
- 梵蒂岡
  - 聖伯多祿大殿
- 法國
  - 凡爾賽宮
  - 巴黎聖母院
  - 巴黎凱旋門
  - 艾菲爾鐵塔
- 俄羅斯
  - 彼得大帝夏宮
  - 華西里·柏拉仁諾教堂
- 挪威
  - 博爾貢木板教堂
- 荷蘭
  - 和平宫
- 德國
  - 新天鵝堡
- 英國
  - 白金漢宮
  - 大本鐘・威斯敏斯特宫
  - 西敏寺
- 西班牙
  - 聖家堂
  - 阿爾罕布拉宮
  - 奎爾公園

### 亞洲

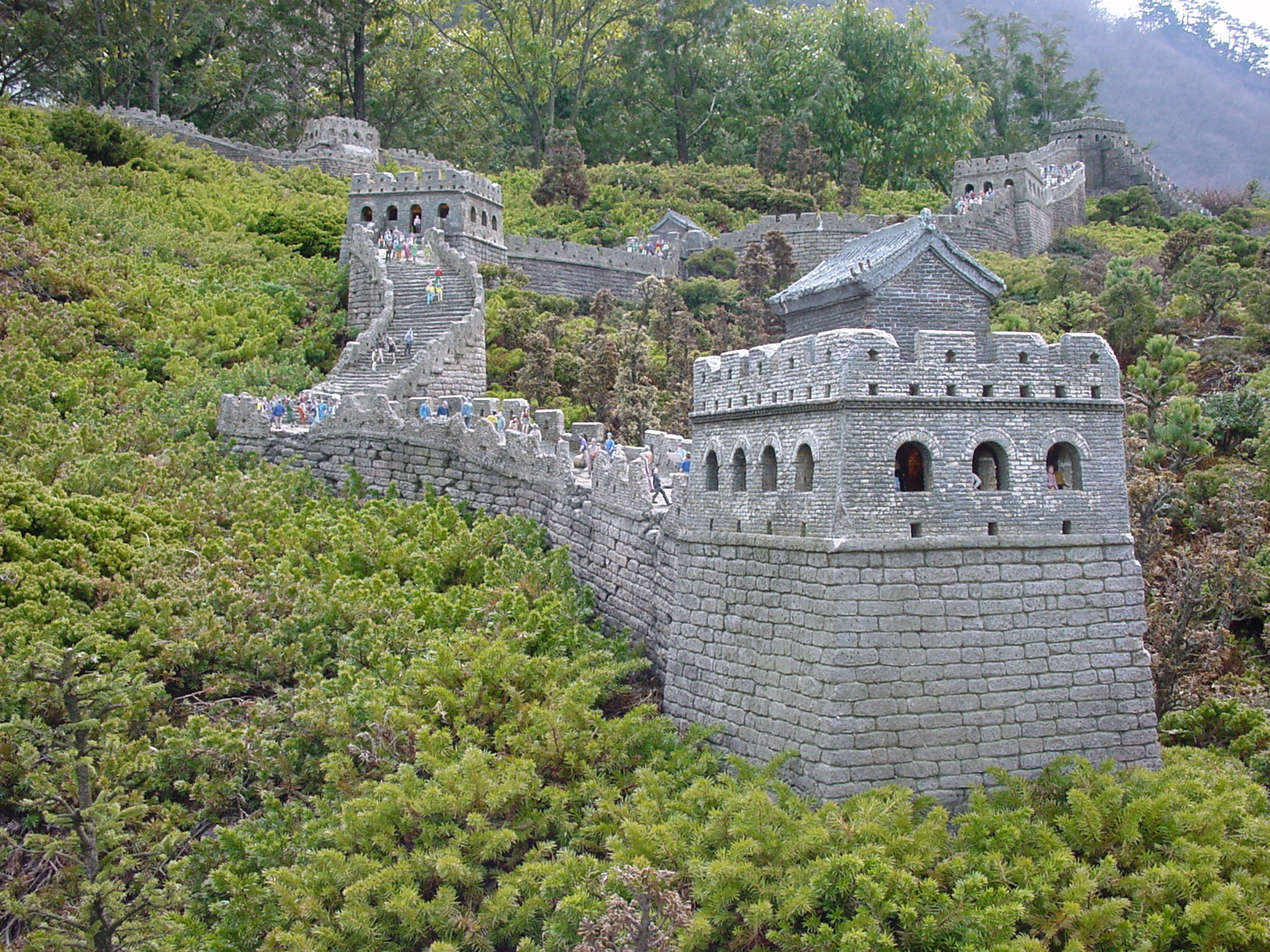
萬里長城

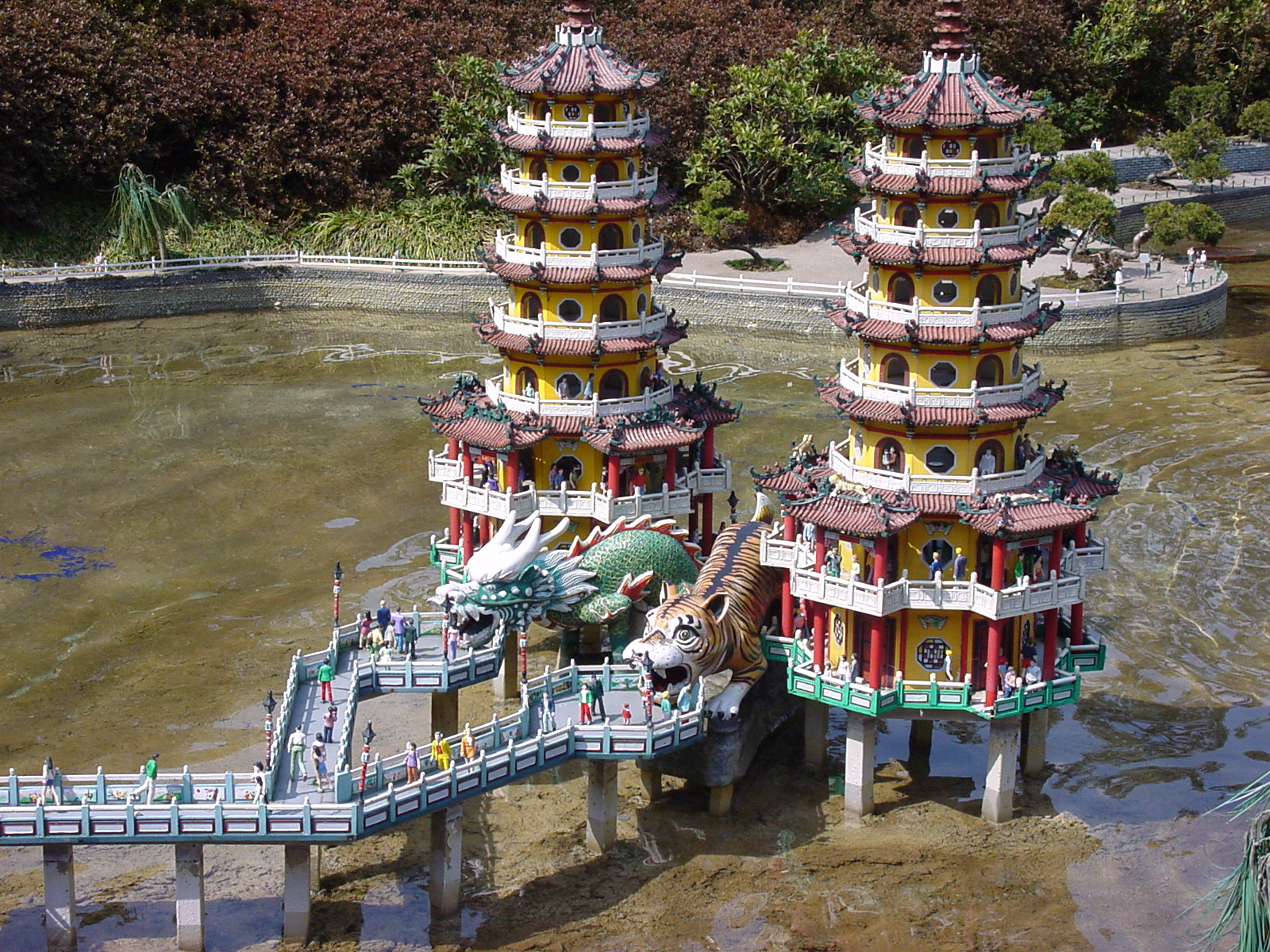
高雄龍虎塔

- 伊朗
  - 伊瑪目清真寺
- 緬甸
  - 阿難陀寺
- 柬埔寨
  - 吴哥窟
- 印度
  - 泰姬陵
- 中國大陸
  - 北京故宮
  - 天壇
  - 莫高窟
  - 雲崗石窟
  - 萬里長城
- 台灣
  - 高雄龍虎塔
  - 台北101
- 南韓
  - 崇禮門
  - 景福宮

### 日本

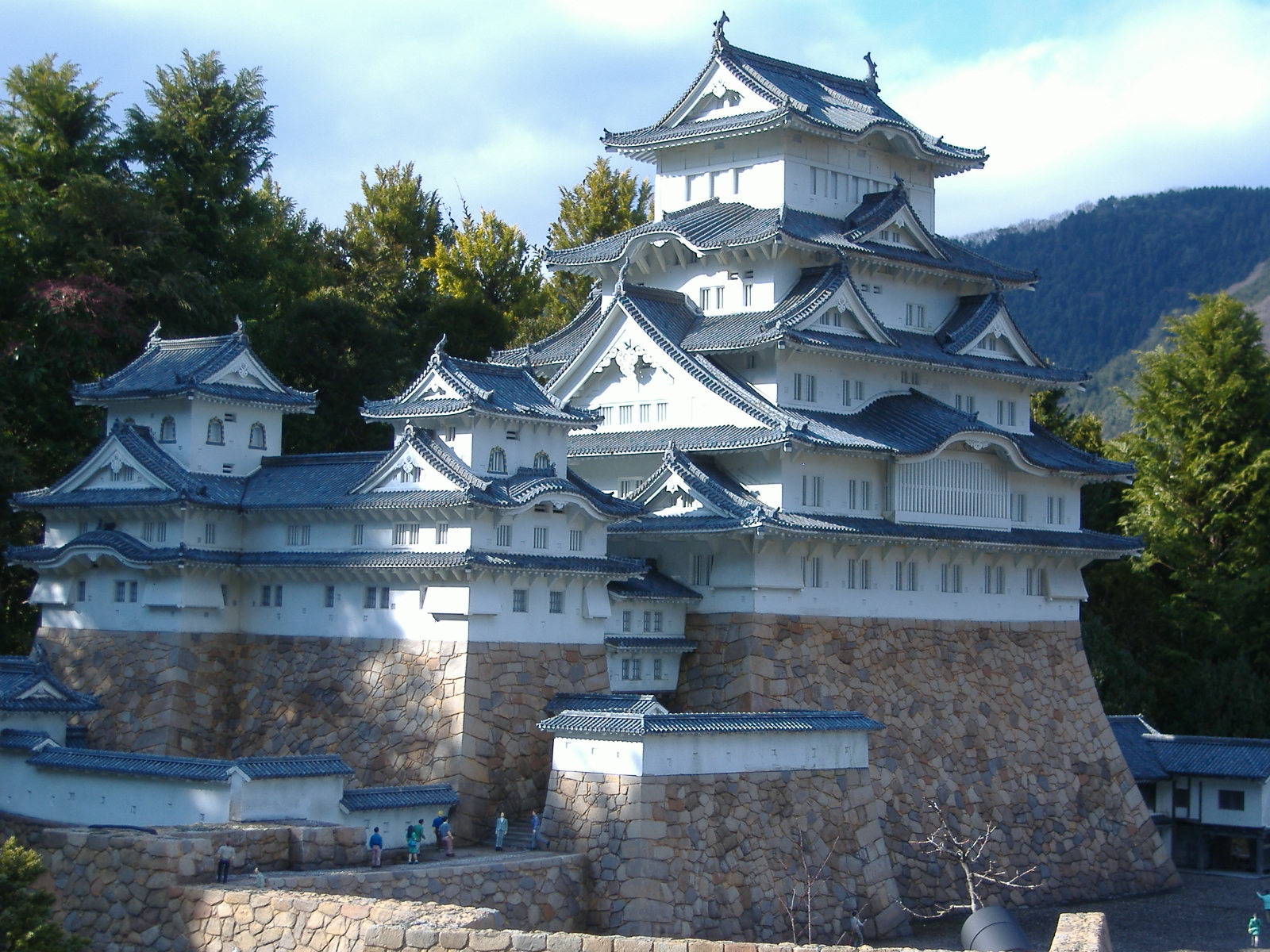
姬路城

- 法隆寺
- 清水寺
- 東大寺
- 二条城
- 嚴島神社
- 姬路城
- 合掌造
- 大浦天主堂
- 札幌市鐘樓

## 交通
東武鐵道鬼怒川線於2017年7月22日加設東武世界廣場站後，可直達本遊樂園。。

## 参看
- 北京世界公園
- 世界之窗 (深圳)
- 台灣小人國主題樂園

## 外部連結
- 東武世界廣場 官方網頁 （页面存档备份，存于）（簡體中文）
- 東武世界廣場 官方網頁 （页面存档备份，存于）（繁體中文）
- 東武世界廣場 官方網頁 （页面存档备份，存于）（日文）
- 東武世界廣場 官方網頁 （页面存档备份，存于）（English）